# Gewest Zuid-Holland (KNSB)
Het Gewest Zuid-Holland is een van de gewesten van de Koninklijke Nederlandsche Schaatsenrijders Bond. Bekende bestuurders waren Arnold van der Poel en Wim den Elsen. Die laatste stapte  na seizoen 2012/2013 over naar de KIA schaatsacademie.
De Uithof in Den Haag is de enige 400-meterbaan in het gewest, dat wel drie kleinere schaatsbanen heeft: Sportboulevard Dordrecht, Schaatshal Leiden en Silverdome Zoetermeer.
In 2005 richtte de Gewestelijke Technische Commissie (GTC) marathonschaatsen, samen met zeven agrarische bedrijven, de Beloftenploeg Groenehartsport.nl op. De ploeg stond tot 2012 onder leiding van Gé Wijnands.

## Bekende schaatsers en coaches
Afkomstig uit of opgeleid in het gewest:
- Paulien van Deutekom
- Marloes Gelderblom
- Ben Jongejan
- Bob de Jong
- Stien Kaiser
- Ralf van der Rijst
- Diane Valkenburg

Coaches:
- Wim den Elsen
- Arnold van der Poel